# Kulturalizm (filozofia)
Kulturalizm – system filozoficzny autorstwa polskiego filozofa, Jana Stachniuka. Kulturalizm jest systemem opartym na autorskiej teorii kultury, głoszącej przeciwbieżność kultury, rozumianej jako potęgowanie ludzkiej władzy nad żywiołami jego natury i przyrodą, ze stanowiącą zaprzeczenie tego procesu wspakulturą. Ponadto cechuje się antropocentryzmem, widząc człowieka jako „czoło ewolucji wszechświata”.
Człowiek w filozofii kulturalizmu posiada naturę dualistyczną, będąc z jednej strony zwierzęciem, z drugiej strony jednak istotą wznoszącą się ponad „czystą biologię”, będąc zdolnym do tworzenia kultury i budowania cywilizacji. Jest on rozumiany nie jako jednostka lub zbiór jednostek, ale ciąg pokoleń. Na człowieczeństwo składają się trzy elementy: ludzka biologia, wola instrumentalna (zdolność przetwarzania elementów świata naturalnego w formy kulturowe) i Wola Tworzycielska. Pełnię tak rozumianego człowieczeństwa Stachniuk określał mianem panhumanizmu i definiował jako poddanie się Woli Tworzycielskiej i poświęcenie tworzeniu „kultury”.